# Коломиец, Эмилия Ивановна
Эмилия Ивановна Коломиец (бел. Эмілія Іванаўна Каламіец; род. 10 февраля 1949) — советский и белорусский учёный в области микробиологии и биотехнологии, доктор биологических наук (1999), профессор (2018), член-корреспондент Академии наук Белоруссии (2003). Академик НАН Беларуси (2021). Заслуженный деятель науки Республики Беларусь (2014).

## Биография
Родилась 10 февраля 1949 года в деревне Заполичи, Свислочского района, Гродненской области Белорусской ССР.
С 1966 по 1971 год обучалась на инженерно-технологическом факультете Белорусского политехнического института. С 1971 по 1974 год на научной работе в Физико-технического института АН Белорусской ССР в качестве инженера участка химических анализов.
С 1974 года на научно-исследовательской работе в Институте микробиологии АН Белорусской ССР — Академии наук Белоруссии в качестве инженера и старшего инженера, аспиранта, младшего, старшего и ведущего научного сотрудника, руководитель лаборатории. С 2004 года — директор этого института и одновременно является — заведующей лаборатории средств биологического контроля (с 2018 года —  руководитель Отдела биотехнологии средств биологического контроля).
С 2012 года одновременно с научной работой являлась — генеральным директором   Научно-производственного объединения «Химический синтез и биотехнологии».

### Научно-педагогическая деятельность и вклад в науку
Основная научно-педагогическая деятельность Э. И. Коломиец была связана с вопросами в области микробиологии и биотехнологии, занималась исследованиями в области разработки основ биотехнологий получения новейших высокоэффективных микробиологических средств защиты растений от вредителей и болезней, микробной конверсии растительного сырья в кормовой протеин, биогенеза биологически активных соединений с энтомопатогенным и антимикробным действием. Под руководством Э. И. Коломиец было собрано систематизированное собрание бактериальных и грибных культур, создающихся для биологического контроля вредителей и болезней  растений. Э. И. Коломиец являлась — председателем Белорусского общественного объединения микробиологов, вице-президентом Восточно-палеарктической региональной секции Международной организации по биологической борьбе с вредными животными и растениями (International Organization for Biological and Integrated Control of Noxious Animals and Plants), являлась так же членом редакционной коллегии научных журналов «Весцi НАН Беларусi. Серыя бiялагiчных навук» и «Наука и инновации», главным редактором научного сборника «Микробные биотехнологии: фундаментальные и прикладные аспекты».
В 1980 году защитила кандидатскую диссертацию по теме: «Изучение условий роста и накопления белка грибами рода Penicillium на отходах переработки картофеля», в 1999 году защитила докторскую диссертацию на соискание учёной степени доктор биологических наук по теме: «Микробные препараты фитозащитного и ростстимулирующего действия на основе лигнинсодержащего сырья: теоретические и прикладные аспекты».  В 2018 году ей было присвоено учёное звание профессор. В 2003 году она был избрана член-корреспондентом Академии наук Белоруссии, а в 2021 — академиком НАН Беларуси. Э. И. Коломиец было написано более четырехсот шестидесяти научных работ в том числе четырёх монографий и двадцати пяти свидетельств на изобретения, под её руководством было написано пять кандидатских и одна докторская диссертация.

## Основные труды
- Изучение условий роста и накопления белка грибами рода Penicillium на отходах переработки картофеля. - Минск, 1980. - 172 с
- Дрожжевой белок из отходов переработки растительного сырья / И. В. Стахеев, Э. И. Коломиец. - Минск : Ин-т микробиологии, 1984. - 36 с.
- Биотехнология малотоннажного производства микробного протеина / И. В. Стахеев, Э. И. Коломиец, Н. А. Здор; АН Беларуси, Ин-т микробиологии. - Минск : Навука i тэхнiка, 1991. - 262 с. ISBN 5-343-00786-4[5]

## Награды, звания и премии
- Орден Почёта (2019)
- Заслуженный деятель науки Республики Беларусь (2014)
- Премия Академии наук Белоруссии в области биологии, химии, медицины, аграрных наук и наук о Земле (2019)
- Учёный года Академии наук Белоруссии (2017)[3][4].